# Hirsch Trocki
Hirsch Trocki dit Henri Trocki, né le 15 août 1904 à Duniłowicze (Dunilavičy), en Pologne et assassiné le 15 novembre 1943 à Sainte-Féréole (Corrèze), est un résistant juif, « Mort pour la France ».

## Biographie
Hirsch Trocki,, est né le 15 août 1904 à Duniłowicze, en Pologne.
Il est le fils de Aharon et de Etel Trocka . Son père est avocat. Aharon et Etel Trocki sont victimes de la Shoah.

### Études
Après ses études secondaires au lycée de sa ville natale,  il entre à l’école polytechnique de Vilnius.
À Vilnius, il épouse Reina (Rajna) Tuder. Elle est née le 15 octobre 1906 à Duniłowicze (Dunilavičy), en Pologne et meurt le 22 novembre 1990 à  Morsang-sur-Orge (Essonne). Sur l'acte de décès de Hirsch Trocki, il est noté que Rajna Tuder est  domiciliée au 306 rue de Belleville à Paris.

### Paris
Il milite dans le mouvement ouvrier. En raison de l’antisémitisme et de la répression, il émigre en France avec sa femme, ainsi que son frère Aleksander. Il  s’installe à Paris. Il travaille dans une entreprise du bâtiment puis dans un bureau.

### Guerre d'Espagne
En 1936, il rejoint les Républicains espagnols. Parlant l'espagnol, il est incorporé dans l’armée régulière et non dans les Brigades internationales. À son retour en France, il est interné au Camp de Gurs (Pyrénées-Atlantiques),où il connaît souffrance et privation. Libéré du camp de Gurs, il tombe malade, atteint de paralysie faciale.    

### Seconde Guerre mondiale

#### Service militaire
À peine guéri, Hirsch Trocki s'engage en septembre 1939 dans un des trois régiments de marche de volontaires étrangers.

#### Brive-la-Gaillarde
Hirsch Troki suit son frère, Alexander Trocki à Brive-la-Gaillarde est co-directeur, avec Vladimir Schah,,,  de la Société d'aide aux immigrants juifs (HICEM) (HIAS), à Marseille de 1940 à 1942. À la suite de l'occupation générale de la France, la HICEM transfère son quartier général à Brive-la-Gaillarde, dans un bureau au deuxième étage de la synagogue de Brive, dirigée par le rabbin de Brive, David Feuerwerker.
Hirsch Troki réside à Turenne (Corrèze).

#### Le Maquis
Il rejoint le maquis Armée secrète (France) (AS) de la forêt des Saulières,,,, (Corrèze), avec son neveu, Henri Trotzky (orthographe de l’état civil), le fils  d'Alexander Trocki, né à Paris en 1922.

#### L'attaque allemande du 15 novembre 1943
À la suite d'une dénonciation et informations détenus par un agent de la Gestapo de Brive un certain Muller, une attaque allemande a lieu la nuit du 15 novembre 1943 au hameau de la Besse à Sainte-Féréole (Corrèze), Les S.S. sont au mombre de 400 l'opération est conduite par le capitaine Erich Bartels le second de August Meier contre 42 maquisards. La lutte farouche, à dix contre un, dure plusieurs heures, 18 résistants, sont morts, dont Hirsch Troki et Henri Trotzky, criblés de centaines de balles, les corps découvert le lendemain matin,  les autres faits prisonniers. Le lendemain les survivants sont massacrés. Huit corps seulement furent identifiées les fermes furent dynamites et incendiées. Les corps sont inhumés dans la commune voisine de Donzenac où les décès sont enregistrés. 
Alexander Trocki donne des informations sur la mort de son frère, Hirsch Trocki, et de son fils, Henri Henri Trotzky, en 1955.

#### Sépulture
Les dépouilles de Hirsch Troki et Henri Trotzky sont transférées après la guerre dans la nécropole nationale de Chasseneuil-sur-Bonnieure (Charente). Ils reposent dans une tombe commune, Section 1, Carré E, Rang 19, Tombe 519. Elle est surmontée d’une croix qu’il conviendrait de remplacer par l’étoile de David.

## Honneurs
- Hirsch Trocki obtient la mention Mort pour la France[5].
- Il est cité à l’ordre de l’armée, à titre posthume, le 9 octobre 1945[7], au motif suivant : « Le 15 novembre 1943, à La Besse (Corrèze) a vaillamment combattu contre 400 S.S. qui attaquaient son camp. Tué au cours du combat, a été odieusement défiguré par un adversaire sans respect. »[5].
- Son nom est inscrit sur le monument commémoratif du site de la Besse à Sainte-Féréole et sur le monument aux Morts de Turenne[5].